# Edmond de Tillancourt
Edmond de Tillancourt, né le 14 octobre 1808 à Montfaucon (Aisne) et mort le 25 décembre 1880 à Paris et inhumé à Château-Thierry, est un homme politique français.
Il est député de l’Aisne.

## Biographie
Il débuta dans la carrière du barreau à Paris, en 1830 ; il plaida avec succès pendant plusieurs années, particulièrement dans des procès politiques. Puis il abandonna le palais et se retira, en 1836, dans ses propriétés du département de l’Aisne, où il s’adonna exclusivement à l’agriculture. Cependant, dans les dernières années du gouvernement de Juillet, il prit une part active aux luttes de l’opposition et, en particulier, à la campagne des banquets réformistes.
Après la révolution de 1848, les électeurs de l’Aisne l’envoyèrent, pour la première fois, siéger à l’Assemblée constituante comme républicain, où il resta jusqu’aux élections aux élections législatives de mai 1849 où il ne fut pas réélu. Lors de son mandat, il déposa une proposition sur l'incompatibilité des fonctions publiques et du mandat législatif. Il était pour les poursuites contre Louis Blanc, contre l'abolition de la peine de mort, l'impôt progressif, l'amendement Grévy, contre le référendum pour la Constitution et contre celle-ci. 
Rentré à ce moment dans la vie privée, il ne reparut à la Chambre qu’en 1865. Il fut élu comme candidat de l’opposition et fut l’un des fondateurs du centre gauche. Il signe l'interpellation des 116 et vote contre la guerre de 1870.
En 1871, il fut élu député de l’Aisne à l’Assemblée nationale et siégea dans les rangs de la gauche, inscrit au sein du Centre gauche et de la Gauche républicaine. Réélu le 20 février 1876, il fut, lors de la crise du 16 mai 1877, l'un des signataires du manifeste des 363. Il était encore réélu le 14 octobre 1877, par l’arrondissement de Château-Thierry.
Tillancourt était président du Comice agricole de l’arrondissement de Château-Thierry, depuis 1844.

## Sources
- « Edmond de Tillancourt », dans Adolphe Robert et Gaston Cougny, Dictionnaire des parlementaires français, Edgar Bourloton, 1889-1891 [détail de l’édition]